# Mosquée Abi Mohamed El Morjani

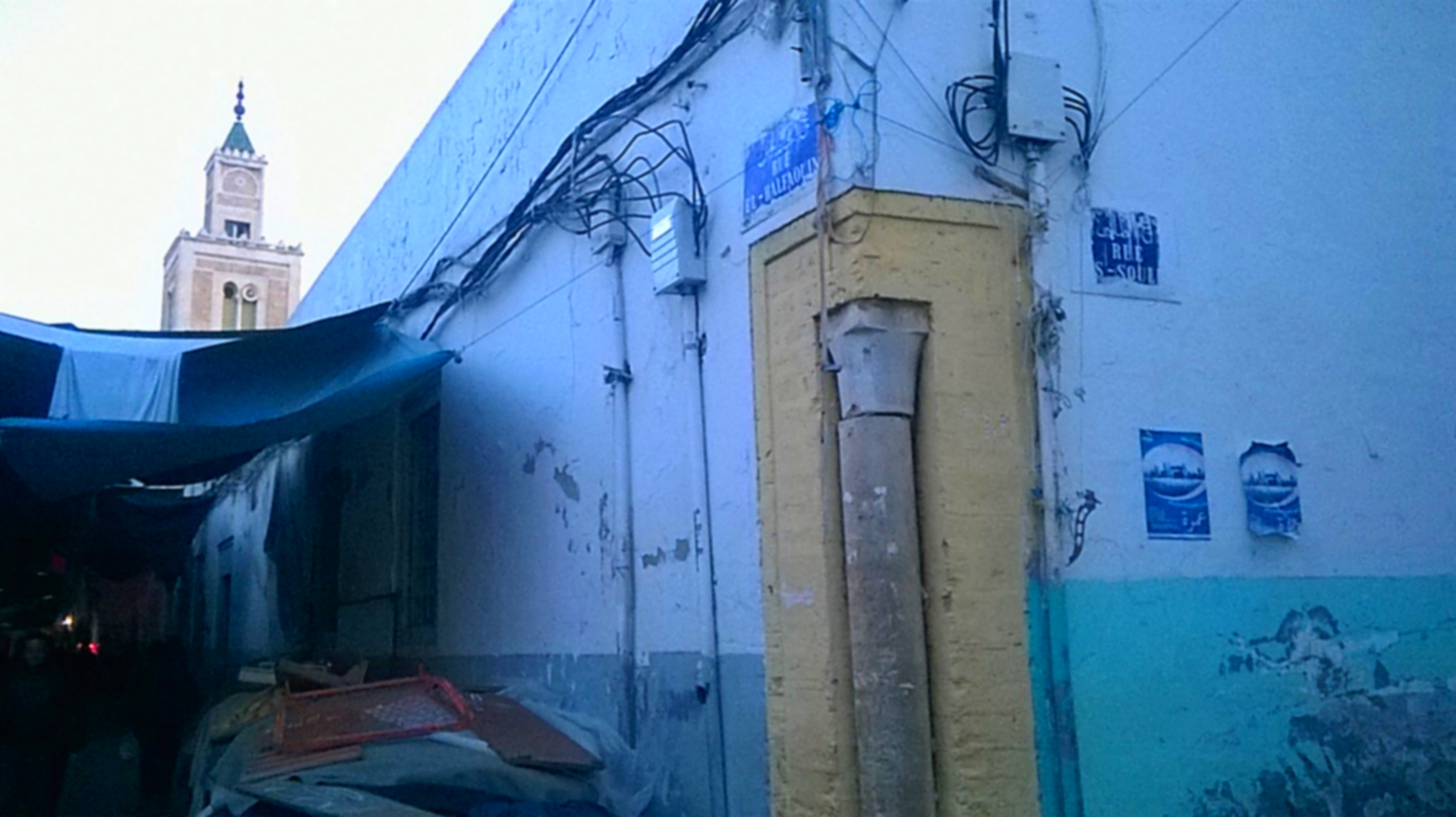
Vue de la mosquée Abi Mohamed El Morjani à partir du souk El Halfaouine

La mosquée Abi Mohamed El Morjani (arabe : جامع أبي محمد المرجاني) est une mosquée tunisienne située dans le quartier de Halfaouine, au niveau du faubourg nord de la médina de Tunis.

## Localisation
Elle se trouve au numéro 33 de la rue Halfaouine.

## Étymologie
Elle tire son nom, avec la médersa Marjania, de leur fondateur, le cheikh Abou Mohamed Abdallah El Morjani (arabe : أبو محمد عبد الله المرجاني), ami proche du saint Abou Hassan al-Chadhili.

## Histoire

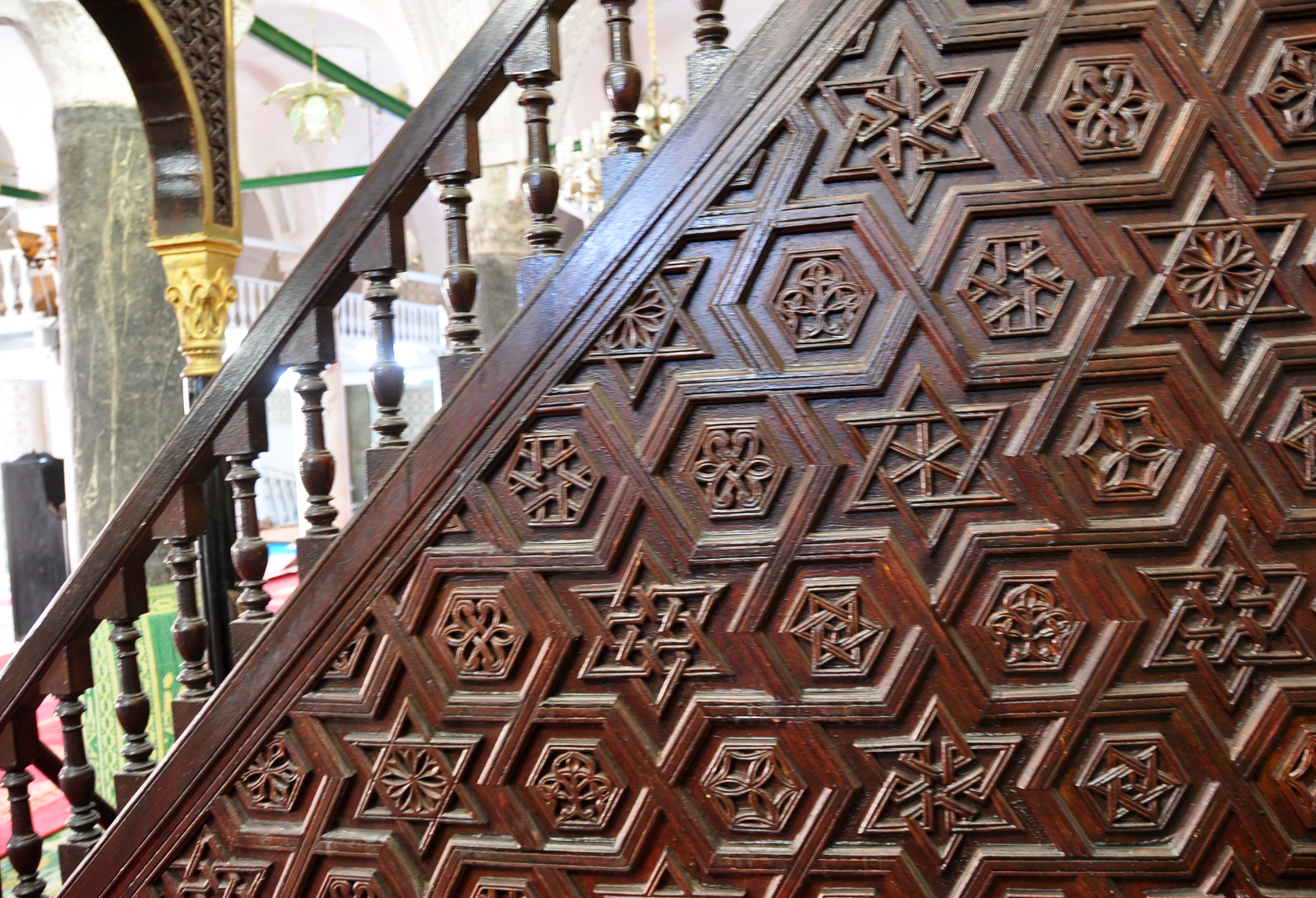
Vue d'une partie du minbar historique de la mosquée

Construite au XIIIe siècle (VIIe siècle de l'hégire), comme indiqué sur la plaque commémorative, elle est caracterisée par son minbar en bois, dont la date de construction remonte à 1493 et sur lequel on a sculpté la Chahada, ainsi qu'une ancienne fontaine dans son enceinte, délaissée de nos jours.
Elle est restaurée entre 1963 et 1966.

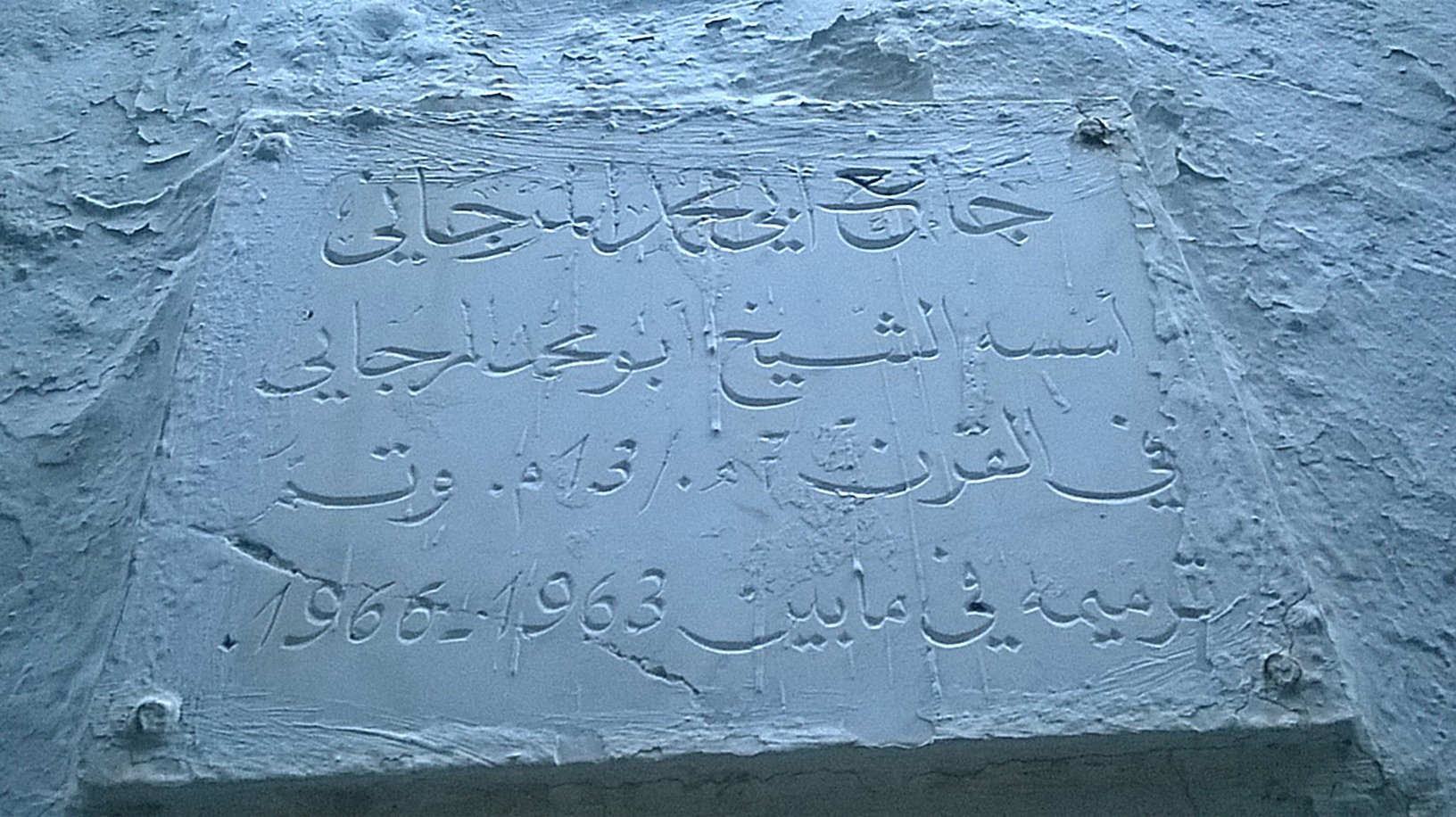
Plaque commémorative de la mosquée
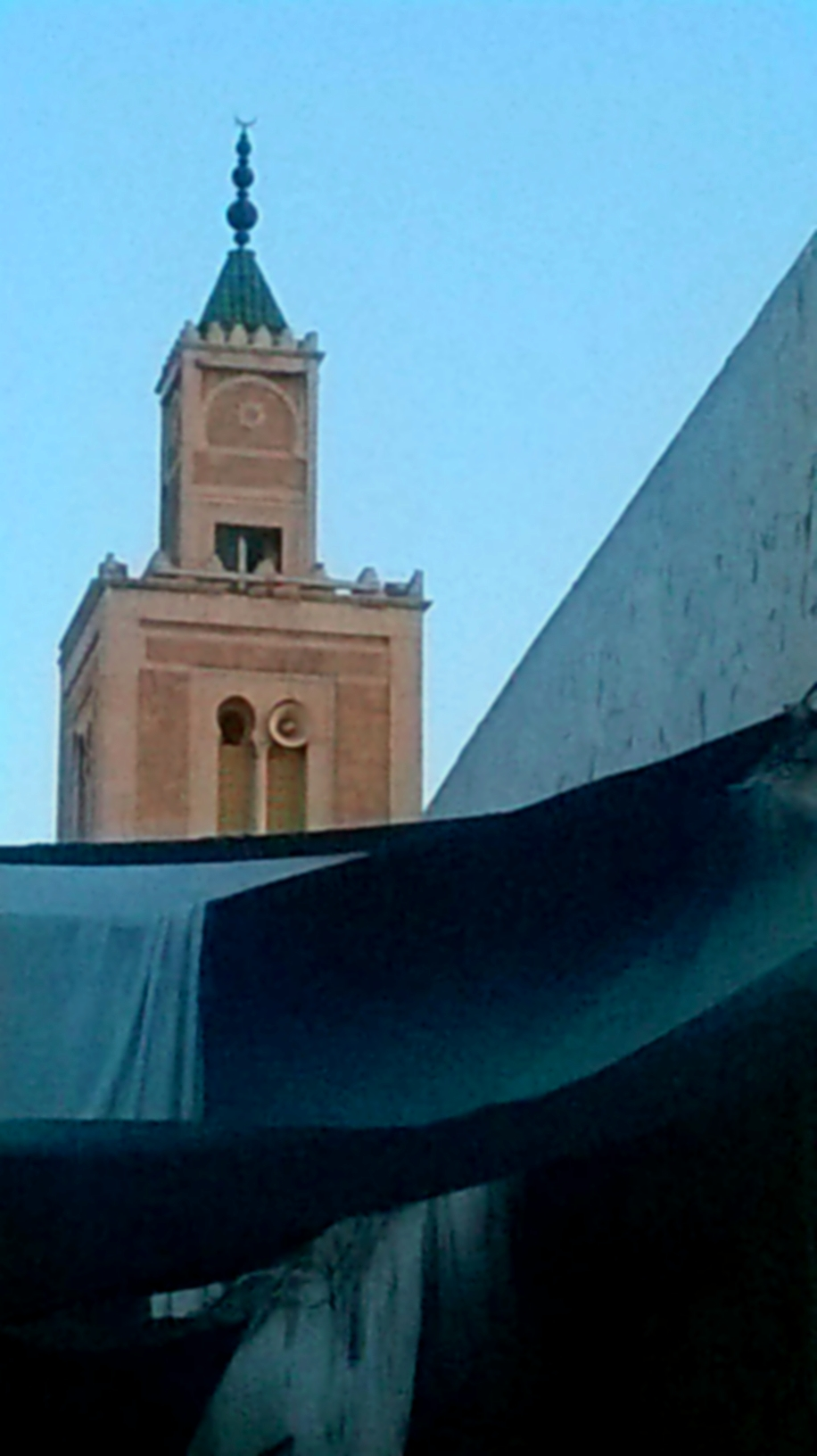
Minaret de la mosquée
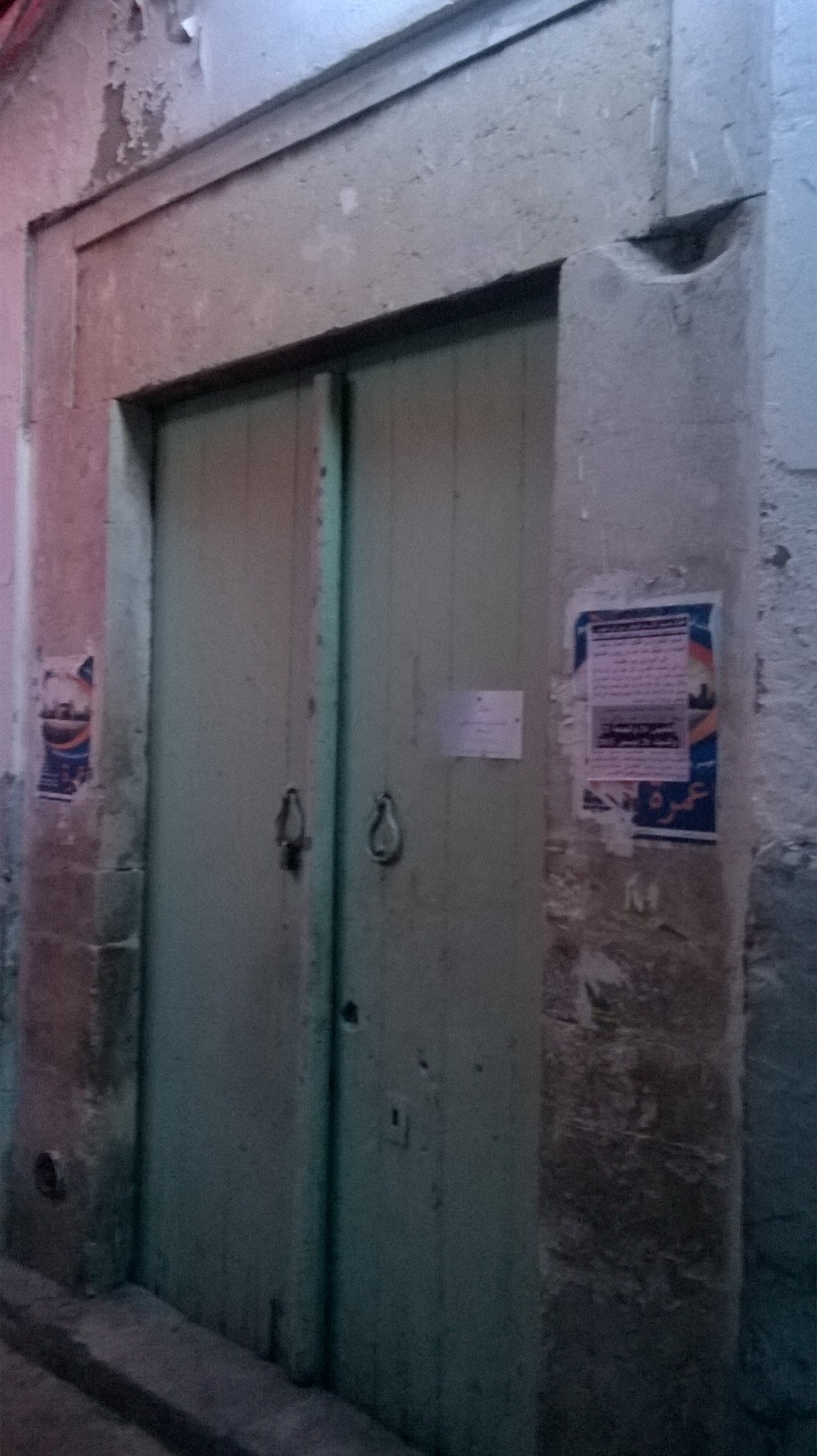
Porte d'entrée principale
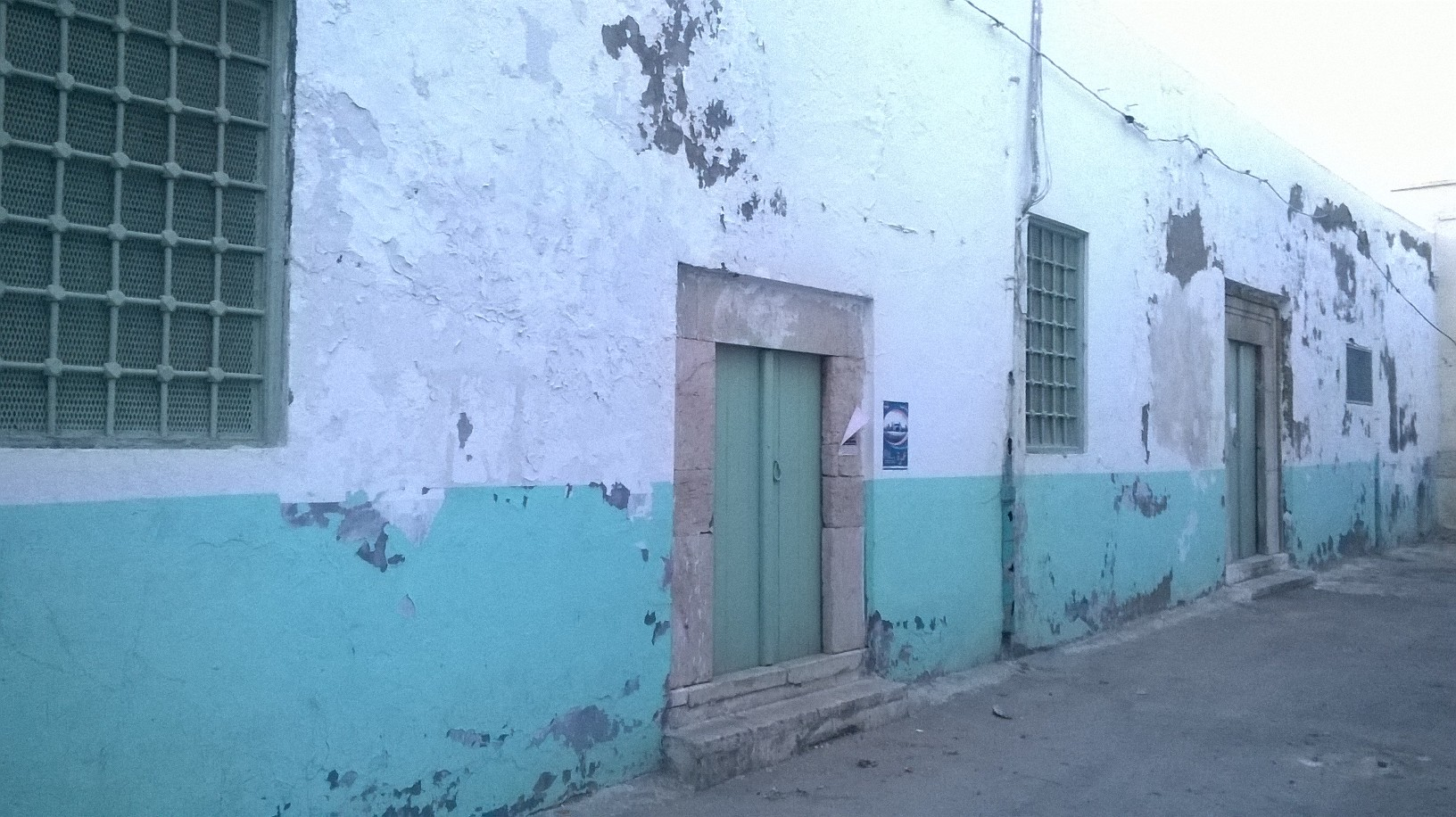
Portes d'entrée orientales
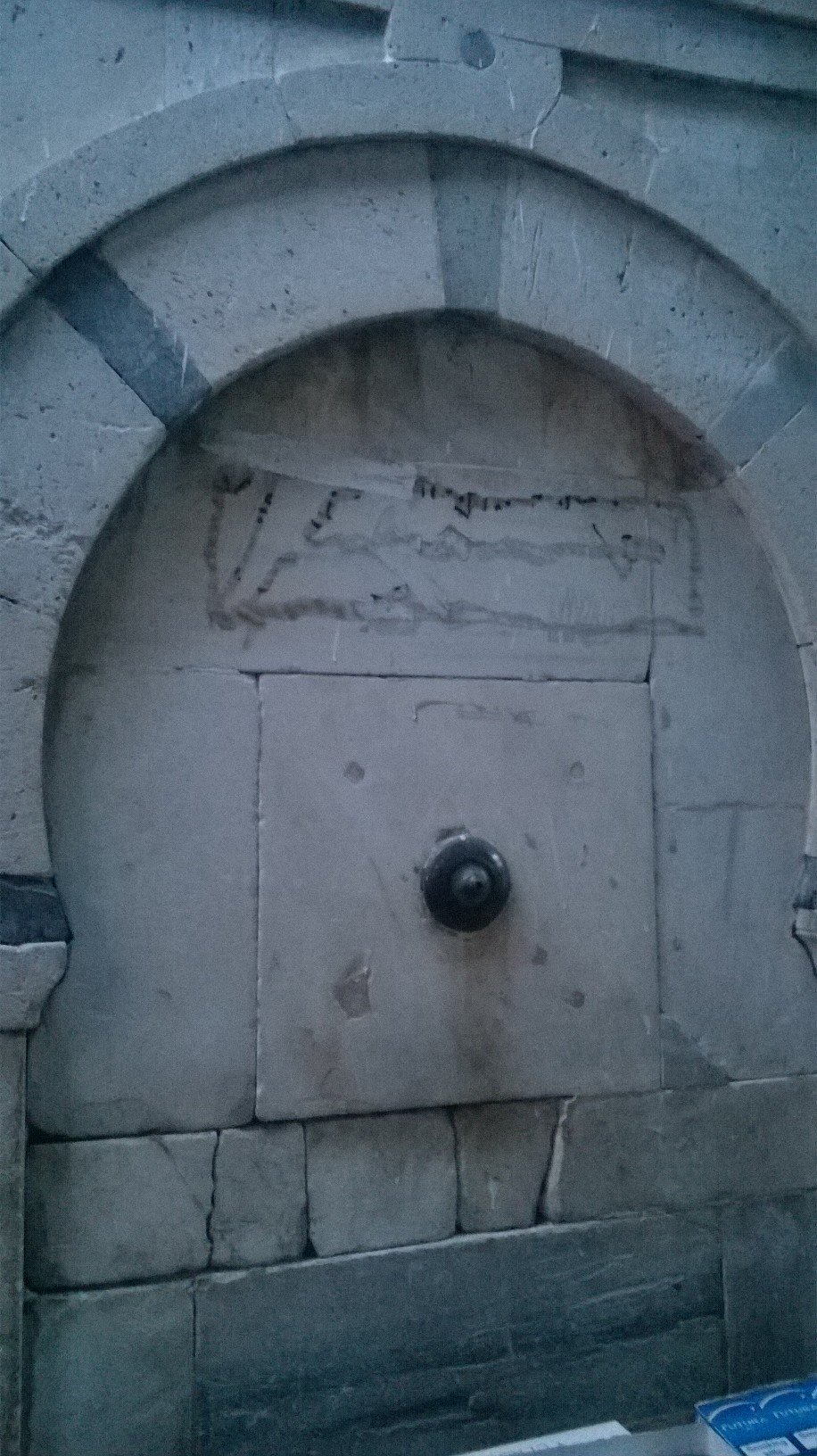
Fontaine désormais délaissée

Parmi ses imams, on peut citer le cheikh Mohamed Taieb Ennaifer.